# Немуро (півострів)
43°23′07″ пн. ш. 145°49′00″ сх. д. / 43.385339° пн. ш. 145.816727° сх. д.
Півострів Немуро (яп. 根室半島) — півострів на сході острова Хоккайдо. Омивається водами Охотського моря та Тихого океану. Територія округу Немуру префектури Хоккайдо Японії. Кінцева точка — мис Носаппу.
Півострів низинний, і тільки за 2 км на захід від мису Носаппу він досягає висоти 27 м. Тут розташовані однойменні місто і порт.